# Atheris ceratophora
Atheris ceratophora é uma espécie de serpente venenosa da família Viperidae, endêmica de algumas cadeias montanhosas na Tanzânia. Até 2011, era considerada a única víbora arborícola com chifres conhecida na África, até a descoberta de Atheris matildae, também encontrada na Tanzânia. Não há subespécies reconhecidas atualmente.

## Descrição
A espécie atinge um comprimento total máximo (corpo e cauda) de 54 cm. As fêmeas são ligeiramente maiores que os machos. O comprimento total máximo registrado para um macho é de 42 cm, com uma cauda de 8 cm.
É facilmente reconhecida por um conjunto de 3 a 5 escamas supraoculares semelhantes a chifres acima de cada olho. A escama rostral é mais que o dobro de largura em relação à altura. Há 9 escamas supralabiais. As 3 primeiras escamas infralabiais de cada lado estão em contato com o único par de escamas geniais.
Na região média do corpo, o número de escamas dorsais varia de 21 a 25. A contagem de escamas ventrais é de 142 a 152. Há 41 a 56 escamas subcaudais.
O padrão de coloração consiste em uma cor de fundo verde-amarelada, oliva, cinza ou preta. Pode ou não apresentar marcações variáveis, às vezes na forma de manchas pretas irregulares ou barras transversais, que podem ser contornadas por pontos amarelos ou brancos. A barriga varia de laranja sujo a quase preto, por vezes com manchas escuras.

## Distribuição geográfica
Encontrada nas Montanhas Usambara [en] e Uzungwe, na Tanzânia. Provavelmente também ocorre nas Montanhas Uluguru.
A localidade-tipo é as Montanhas Usambara, Tanzânia.

## Habitat
É encontrada em gramíneas e arbustos baixos a cerca de 1 m acima do solo, em bosques e florestas em altitudes de 700 a 2.000 m.

## Comportamento
Como outras espécies de Atheris, provavelmente é mais ativa à noite, ou ao amanhecer e anoitecer.

## Galeria

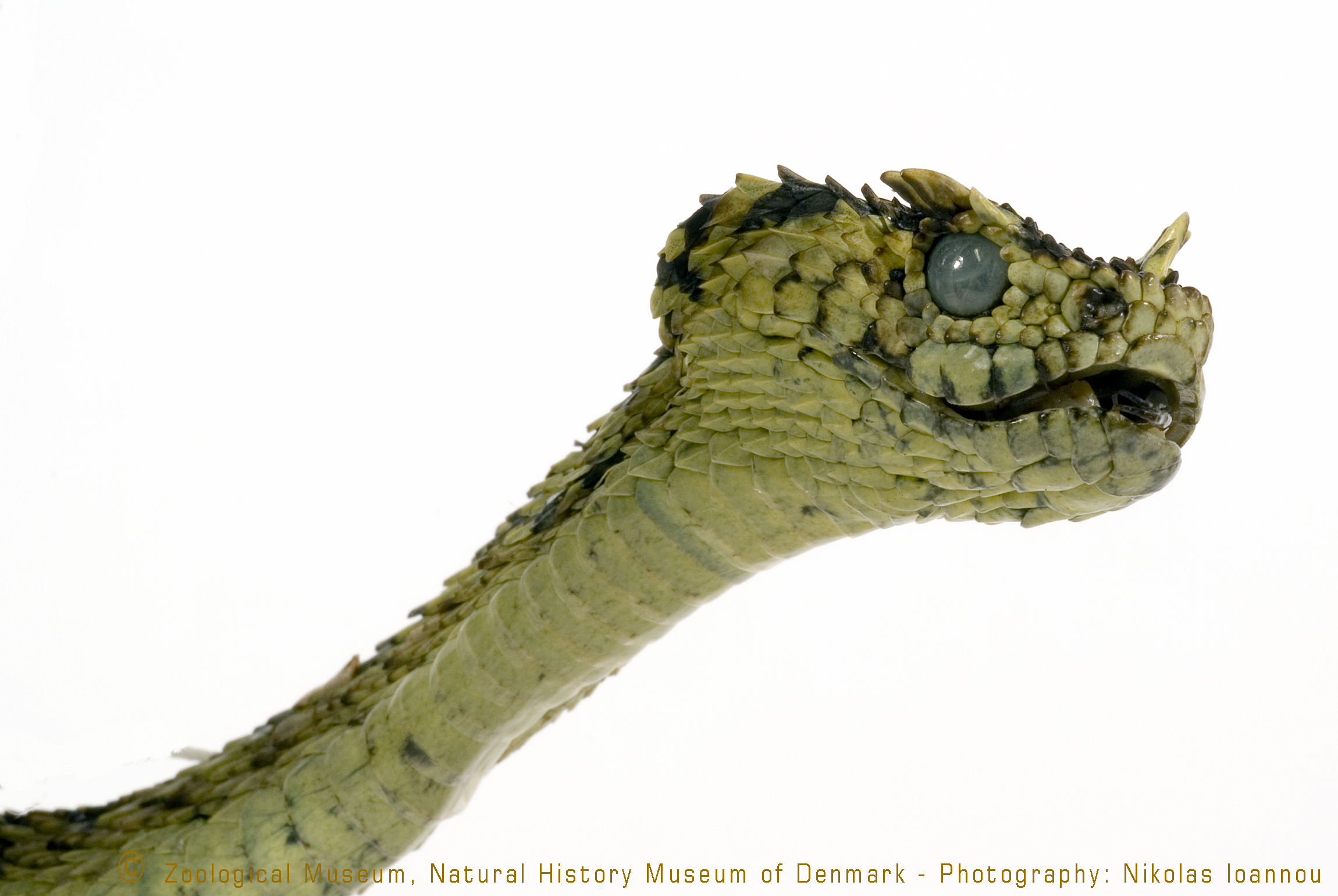
Espécime da coleção do Museu de História Natural da Dinamarca
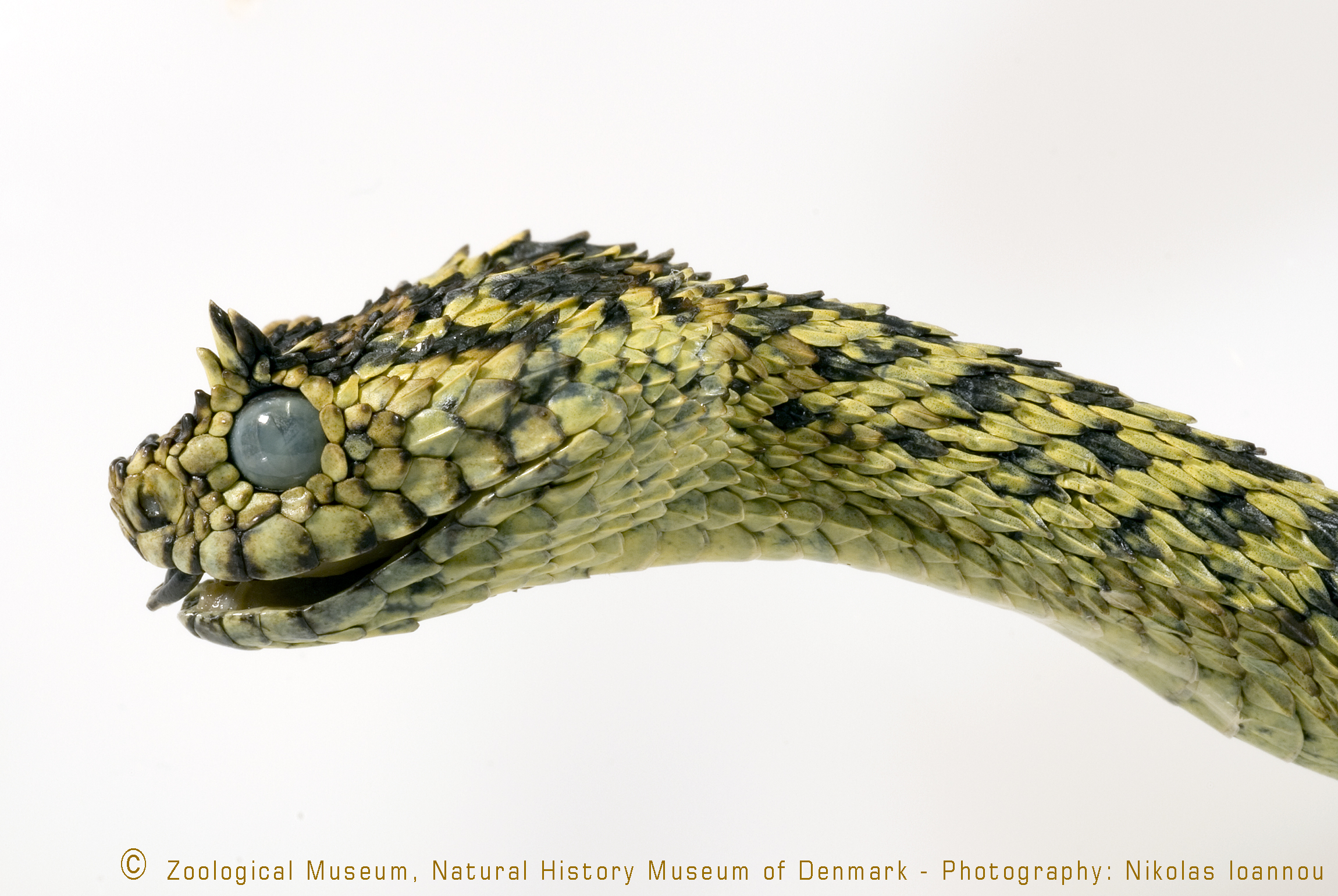
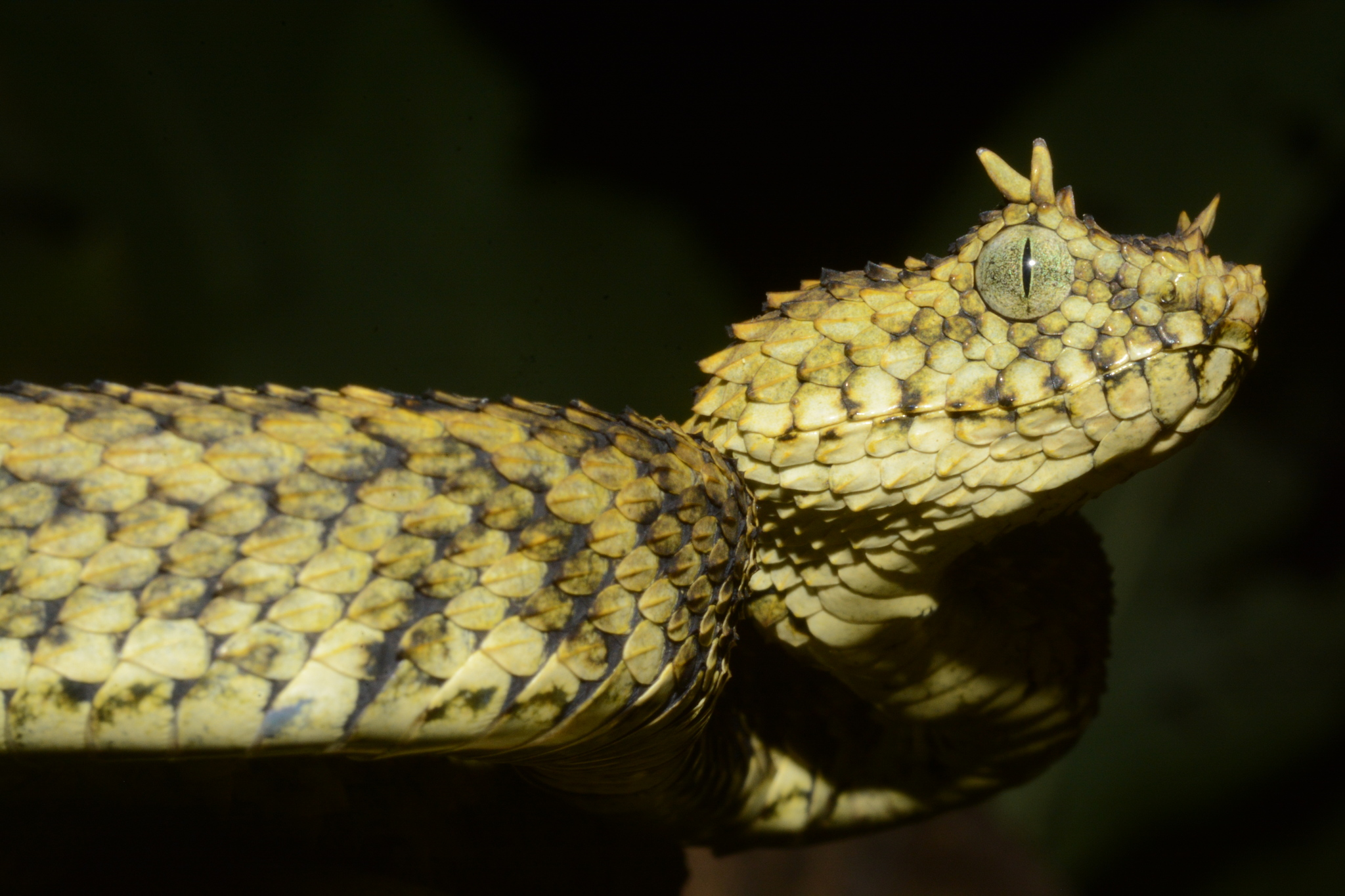
Observação em campo na Tanzânia
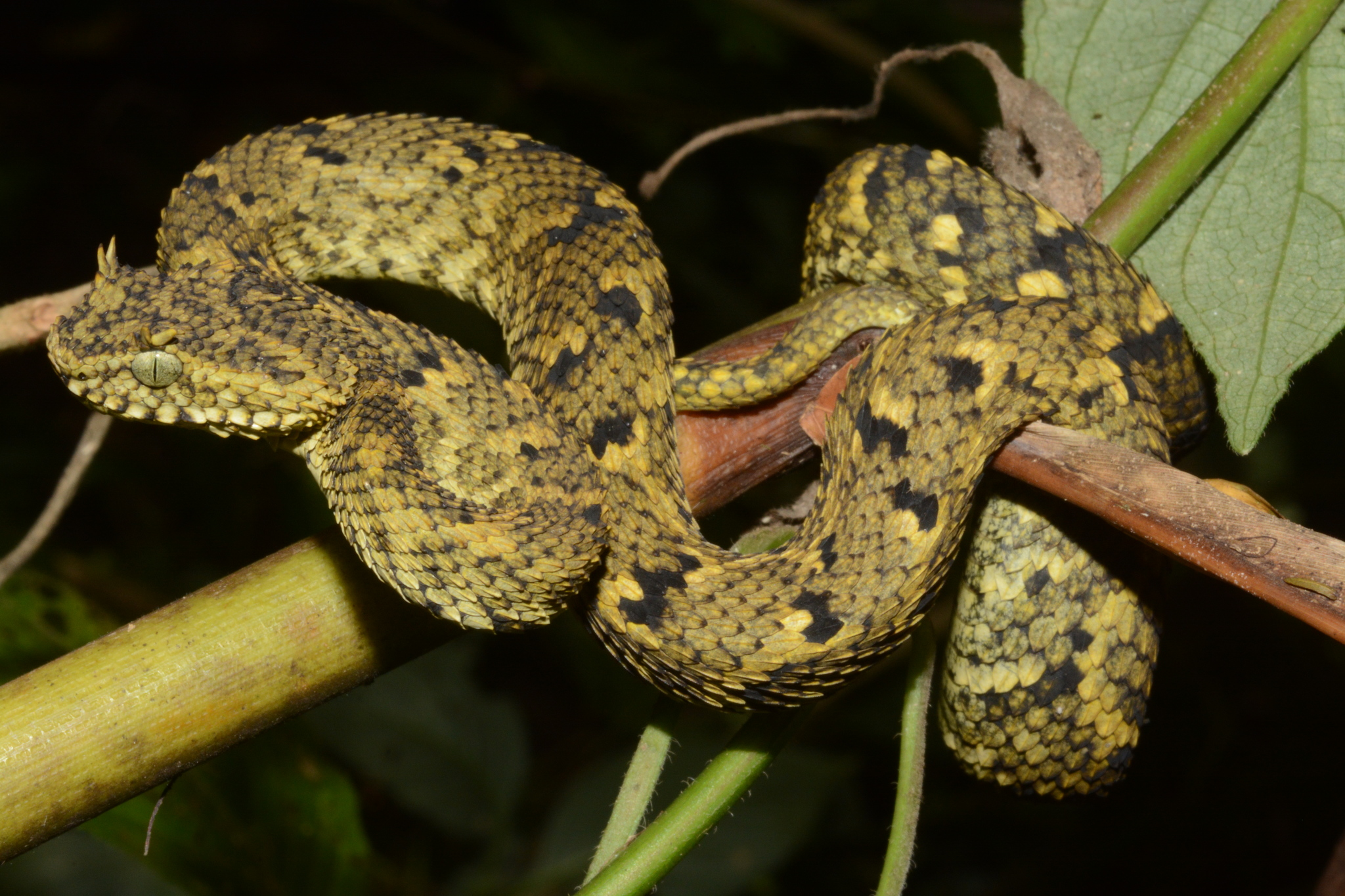